# Damice
Damice – wieś w Polsce położona w województwie małopolskim, w powiecie krakowskim, w gminie Iwanowice.
| SIMC    | Nazwa      | Rodzaj    |
| ------- | ---------- | --------- |
| 0320390 | Lipówki    | część wsi |
| 0320408 | Stara Wieś | część wsi |
| 0320414 | Wały       | część wsi |

W latach 1975–1998 miejscowość administracyjnie należała do województwa krakowskiego.
We wsi można zobaczyć ślady wałów grodziska o powierzchni 6 ha, datowanego na druga połowę VII-X wieku, jednego z większych wczesnośredniowiecznych grodzisk małopolskich. Wieś położona w powiecie proszowskim województwa krakowskiego, wchodziła w 1662 roku w skład klucza iwanowickiego Łukasza Opalińskiego.